# Paula Schramm
Pour les articles homonymes, voir Schramm.
Paula Schramm est une actrice allemande née le 11 octobre 1989 à Potsdam, dont la carrière a évolué à la suite du succès du film Français pour débutant (Französisch für Anfanger).

## Filmographie
- 2009-2011 : Le Journal de Meg : Lissi von Buren
- 2006 : Français pour débutants : Valerie
- 2008 : 
  - Le Pont (TV) : Paula
  - L'Île des abeilles tueuses (Die Bienen – Tödliche Bedrohung) (TV) : Maria
- 2011 : 
  - Seule contre tous (The Whistleblower) : Luba
  - Jean de Fer (Der Eisenhans) de Manuel Siebenmann